# Epitola adolphifriderici
Epitola adolphifriderici är en fjärilsart som beskrevs av Schultze 1911. Epitola adolphifriderici ingår i släktet Epitola och familjen juvelvingar. Inga underarter finns listade i Catalogue of Life.